# 橋本聖円
橋本 聖圓（はしもと しょうえん、1935年 - ）は、華厳宗の僧侶。華厳宗管長、217代東大寺別当を歴任。

## 略歴
奈良市生まれ。1958年大阪市立大学文学部哲学科卒業（西洋哲学専攻）。1966年、京都大学文学研究科美学美術史学博士課程満期退学（日本美術史専攻）。東大寺学園理事長を経て、華厳宗管長・第217代東大寺別当・東大寺龍蔵院住職を歴任。現在は東大寺長老。

## 著書
- 「東大寺と華厳の世界」春秋社